# Државни празници у Јапану
Државни празници у Јапану (јапански: 国民の祝日 kokumin no shukujitsu) су успостављени Законом о државним празницима (јапански: 国民の祝日に関する法律 Kokumin no Shukujitsu ni Kansuru Hōritsu) из 1948, конкретно 178. чланом. Став унутар закона каже да, у случају да се празник падне у недељу, следећи радни дан такође постаје празнични.(јапански: 振替休日 furikae kyūjitsu, буквалан превод резервни празник). Ако се деси да се неки дан налази између два празнична дана, и тај дан постаје празнични, и он се назива грађански празник (国民の休日 kokumin no kyūjitsu). Пример таквог празника је био 4. мај, који се налазио између Дана јапанског Устава који је 3. маја, и Дана деце 5. маја. Тај грађански празник је постао државни 2007. и данас је то Дан зеленила.
Пре него што је 1873. Јапан усвојио Грегоријански календар, датум празника су били засновани на традиционалном Кинеском календару, па се због тога Нова година славила почетком пролећа, што се још увек ради у НР Кини, Јужној Кореји и Вијетнаму. Данас Јапан има 16 државних празника.

## Списак празника

### Јануар
- 1. јануар — Нова година (元日 ganjitsu, 元旦 gantan или 新年 shinnen):
 Празник је успостављен 1948. и означава почетак најзначајнијег празничног периода у Јапану, Новогодишње сезоне (正月, Shōgatsu), која се уопштено односи на први дан, прва три или прва седам дана у години. Иако није законски прописано, многе радње су затворене од 29. децембра до 3. јануара. Пре 1948. је овај дан био државни празник на који се вршила царска церемонија позната под називом Шихо-хаи.(四方拝)[2]
- Други понедељак у јануару — Дан пунолетства (成人の日, Seijin no Hi):
 Празник је успостављен 1948. у знак људи који су стекли пунолетство (20 година) током године. У градовима Јапана се праве приредбе у њихову част. Првобитно се прослављао 15. јануара, а 2000. је промењен на другу недељу јануара у складу са Системом срећног понедељка који је тад донесен.[2]

### Фебруар
- 11. фебруар — Дан оснивања државе (建国記念の日, Kenkoku Kinen no Hi):
 Успостављен је 1966, а први пут прослављен 1967. у знак сећања на оснивање нације и на неговање љубави према држави. Од 1872. до 1948 је празник био познат као Киген-сецу (紀元節) и обележавао је дан на који је, по Нихон шокију први јапански цар Џинму 660. године пре нове ере ступио на престо.[2]
- 23. фебруар — Царев рођендан (天皇誕生日, Tennō Tanjōbi):
 Рођендан актуелног цара сее прославља као државни празник од 1868, када је цар био Меиђи, чији је рођендан био 3. новембра. Првобитно се празник на јапанскон звао Тенчо-сецу (天長節), да би 1948. добио назив Тено танџоби (天皇誕生日). Празник је покретан, и тренутно се пада 23. фебруара, јер је на тај дан 1960. рођен актуелни јапански цар Нарухито. Пре абдикације његовог оца, Акихита 30. априла 2019, празник се падао 23. децембра, и те године није прослављен.[2]

### Март
- Око 20. марта — Дан пролећне равнодневице (春分の日, Shunbun no Hi):
 Успостављен је 1948. као дан обележавања лепоте природе, и љубави према живим стварима. Пре 1948. је дан пролећне равнодневнице био дан прославе царских предака који се звао Шунки кореи-саи (春季皇霊祭). С обзиром да се равнодневница пада 20. или 21. марта, тачан датум празника се најављује годину дана раније у првом дану фебруара.

### Април
- 29. април — Дан Шове (昭和の日, Shōwa no Hi):
 Успостављен је 2007. у знак сећања на догађаје који су се десили за време владавине цара Хирохита, који је рођен на тај дан 1901, и који је постхумно назван Цар Шова. Као Хирохитов рођендан, за време његове владавине је овај дан и тада био празник (Царев рођендан, наведен изнад). Након његове смрти 1989. се 29. април и даље прослављао као празник под називом Дан зеленила. Дан зеленила је 2007. померен на 4. мај, а 29. април је добио назив Дан Шове у Хирохитову част. Овај празник означава почетак празничног периода познатог као Златна недеља.[2]

### Мај
- 3. мај — Дан јапанског Устава (憲法記念日, Kenpō Kinenbi):
 Успостављен је 1948. у знак обележавања дана на који је јапански нови послератни Устав ступио на снагу.[2]
- 4. мај — Дан зеленила (みどりの日, Midori no Hi):
 Прославља се у знак повезивања са природом и у знаку захвалности према њеним благословима. Овај празник се првобитно славио 29. априла почевши од 1989. као наставак прославе рођендана тада покојног цара Хирохита. На актуелни дан, 4. мај, је померен 2007. док је 29. април назван Даном Шове.[2]
- 5. мај — Дан деце (こどもの日, Kodomo no Hi):
 Почео је да се прославља 1948. као дан којим се цени личност деце, и план за њихову срећу. На овај дан, и уочи овог дана, породице које имају мушко дете украшавају домове оклопом играчака самураја и пуштају коинобори (украс у виду рибе који се качи на јарбол и вијори се на ветру). Дан деце означава крај празничног периода Златне недеље.[2]

### Јул
- Трећи понедељак у јулу — Дан мора (海の日, Umi no Hi):
 Успостављен је 1995, а први пут обележен 1996. у знак захвалности на благослове океана, и са надом за напредак Јапана. Славио се 20. јула, а 2003. је померен на трећи понедељак у Јулу у складу са Системом срећног понедељка.[2]

### Август
- 11. август — Дан планине (山の日, Yama no Hi):
 Успостављен 2014. а први пут обележен 2016. као дан на који се цене планине у Јапану. Намена је била да се поклопи са слободним данима који се дају за време Бон фестивала који се одржава средином августа.[2]

### Септембар
- Трећи понедељак у септембру — Дан поштовања старијих (敬老の日, Keirō no Hi):
 Успостављен је 1966. као дан на који се поштују старији и на који се прославља дуговечност. Првобитно се прослављао 15. септембра и звао се Дан старих (老人の日, Rōjin no hi), а 2003. је померен на трећи понедељак у септембру у складу са Системом срећног понедељка.[2]
- око 23. септембра — Дан јесење равнодневице (秋分の日, Shūbun no Hi):
 Успостављен је 1948. као дан на који се поштују преци и на који се свако сећа својих преминулих. Пре 1948. се јесења равнодневница славила као фестивал поштовања царских предака који се звао Шуки кореи-саи (秋季皇霊祭). С обзиром да се јесења равнодневница пада 22. или 23. септембра, датум празника се најављује првог дана фебруара, годину дана унапред.[2]

### Октобар
- Други понедељак у октобру — Дан спорта (体育の日, Taiiku no Hi):
 Успостављен је 1966. као дан на коме се ужива у спортовима, и на који се негује здрав дух и тело. Првобитно се прослављао 10. октобра у знак годишњице Летњих олимпијских игара у Токију 1964, док 2000. није померен на други понедељак у октобру у складу са Системом срећног понедељка.[2]

### Новембар
- 3. новембар — Дан културе (文化の日, Bunka no Hi):
 Успостављен је 1948. као знак обележавања најаве новог Устава. На овај дан се обележава мир и слобода, и промовише се култура. Пре тога се овај дан прослављао под називом Меиђи-сецу (明治節) и обележавао је рођендан јапанског цара Меиђија.[2]
- 23. новембар — Дан захвалности раду (勤労感謝の日, Kinrō Kansha no Hi):
 Успостављен је 1948. у знак обележавања рада, прославе процеса производње, и међусобног захваљивања. Пре овог празника се 23. новембар славио као царски фестивал жетве, под називом Ниинаме-саи (新嘗祭).[2]

## Догађаји прославе и жалости у царској породици
Поред претходно наведених државних празника, понеки догађаји прославе или жалости који имају везе са царском породицом се такође третирају као државни празници у години у којој се одрже. Закључно са 2020. је било 6 оваквих празника:
- 10. април 1959: Венчање тадашњег принца Акихита са својом партнерком Мичико.
- 24. фебруар 1989: Државна сахрана Цара Шове (Хирохито).
- 12. новембар 1990: Званична церемонија ступања на престо новог цара Акихита.
- 9. јун 1993: Венчање тадашњег принца Нарухито са својом партнерком Масако.
- 30. април 2019: Абдикација цара Акихита.
- 22. октобар 2019: Званична церемонија ступања на престо новог цара Нарухита.